# Brevrimatus
Brevrimatus is een geslacht van wantsen uit de familie van de Saldidae (Oeverwantsen). Het geslacht werd voor het eerst wetenschappelijk beschreven door Zhang in Yao & Ren.

## Soorten
Het genus is monotypisch en bevat alleen de volgende soort:

- Brevrimatus pulchalifer Zhang, Yao & Ren, 2011